# Atletica leggera ai Giochi della XVIII Olimpiade - Salto con l'asta

Video della Finale (film ufficiale dei Giochi)

La competizione del salto con l'asta di atletica leggera ai Giochi della XVIII Olimpiade si è disputata nei giorni 15 e 17 ottobre 1964 allo Stadio Nazionale di Tokyo

## L'eccellenza mondiale
| Camp. olimpico 1960 | 4,70      | Donald Bragg      | Rit. 1961 |
| Camp. europeo 1962  | 4,80      | Pentti Nikula     | Presente  |
| Primatista mondiale | 5,28 1964 | Fred Hansen       | Presente  |
| Primatista europeo  | 5,15 1964 | Manfred Preussger | Presente  |

1. ↑  Los Angeles, il 25 luglio.
2. ↑  Lipsia, il 27 agosto.

Fred Hansen vince le selezioni USA con 5,03.

## Risultati

### Turno eliminatorio
Qualificazione4,60 m
Diciannove atleti ottengono la misura richiesta.
| Pos | Atleta                 | Nazione          | Salti | Salti | Salti | Salti | Salti |
| Pos | Atleta                 | Nazione          | 4,20  | 4,30  | 4,40  | 4,50  | 4,60  |
| --- | ---------------------- | ---------------- | ----- | ----- | ----- | ----- | ----- |
| 1   | Hennadiy Bleznitsov    | Unione Sovietica | -     | -     | -     | -     | O     |
| 1   | Fred Hansen            | Stati Uniti      | -     | -     | -     | -     | O     |
| 1   | Billy Gene Pemelton    | Stati Uniti      | -     | -     | -     | -     | O     |
| 4   | Risto Ankio            | Finlandia        | -     | -     | O     | -     | O     |
| 4   | Pentti Nikula          | Finlandia        | -     | -     | O     | -     | O     |
| 4   | Wolfgang Reinhardt     | Germania         | -     | -     | O     | -     | O     |
| 4   | Rudolf Tomášek         | Cecoslovacchia   | -     | -     | -     | O     | O     |
| 4   | Igor Feld              | Unione Sovietica | -     | -     | O     | -     | O     |
| 4   | Roman Lešek            | Jugoslavia       | -     | -     | O     | -     | O     |
| 10  | Hervé d'Encausse       | Francia          | O     | -     | O     | -     | O     |
| 10  | Yang Chuan-kwang       | Taiwan           | -     | -     | O     | O     | O     |
| 12  | Sergey Dyomin          | Unione Sovietica | -     | -     | XO    | -     | O     |
| 13  | Klaus Lehnertz         | Germania         | -     | O     | -     | XO    | O     |
| 14  | Manfred Preussger      | Germania         | -     | -     | XXO   | -     | O     |
| 15  | Gerry Moro             | Canada           | XO    | -     | XO    | -     | O     |
| 15  | Khristos Papanikolaou  | Grecia           | -     | XO    | -     | XO    | O     |
| 17  | John Pennel            | Stati Uniti      | -     | -     | -     | -     | XO    |
| 18  | Taisto Laitinen        | Finlandia        | -     | -     | O     | -     | XO    |
| 19  | Ignacio Sola           | Spagna           | O     | -     | O     | O     | XXO   |
| 20  | Dave Stevenson         | Gran Bretagna    | O     | -     | O     | O     | XXX   |
| 21  | Rolando Cruz           | Porto Rico       | -     | O     | XXO   | O     | XXX   |
| 22  | Hisao Morita           | Giappone         | -     | -     | O     | -     | XXX   |
| 23  | Werner Duttweiler      | Svizzera         | O     | -     | O     | -     | XXX   |
| 24  | Yoshimasa Torii        | Giappone         | O     | -     | XO    | -     | XXX   |
| 25  | Renato Dionisi         | Italia           | O     | XXX   |       |       |       |
| 25  | Masashi Otsubo         | Giappone         | O     | -     | XXX   |       |       |
| 27  | Paul Coppejans         | Belgio           | XXO   | -     |       |       |       |
| -   | Dimitar Khlebarov      | Bulgaria         | -     | -     | XXX   |       |       |
| -   | Maurice Houvion        | Francia          | XXX   |       |       |       |       |
| -   | Włodzimierz Sokołowski | Polonia          | -     | -     | XXX   |       |       |

### Finale
Stadio Nazionale, sabato 17 ottobre.
Il campione europeo, il finlandese Pentti Nikula, non è in giornata e supera 4,80 solo alla terza prova, compromettendo la sua gara.

A 4,90 il primatista mondiale Hansen (USA) fa il tattico: passa alla misura successiva. Saltano in cinque. Quattro (tra cui Nikula) ce la fanno alla prima prova, il tedesco Reinhardt alla seconda.

A 4,95 Hansen passa un'altra volta, imitato da Reinhardt, Preussger e Tomasek. Nikula sbaglia tre volte ed esce di gara.

A 5,00 sono ancora in sei. Si preannuncia una gara molto lunga. Quattro valicano l'asticella alla prima prova: Hansen, Reinhardt, Lehnertz e Preussger. 

A 5,05 Hansen passa la misura: evidentemente si sente molto sicuro di sé. Reinhardt valica l'asticella alla prima prova. Tutti gli altri sbagliano.

5,10 valgono il nuovo record olimpico. Rimangono Hansen e Reinhardt per l'oro e l'argento. Entrambi sbagliano alla prima, sbagliano anche la seconda ed al terzo tentativo Hansen va su. L'oro è suo dopo una lotta durata quasi nove ore.

Solo settimo il campione europeo Nikula.
| Pos     | Atleta                | Età | Nazione          | Salti                 | Salti                 | Salti                 | Salti                 | Salti                 | Salti                 | Salti                 | Salti                 | Salti                 | Salti                 | Misura                |
| Pos     | Atleta                | Età | Nazione          | 4,40                  | 4,60                  | 4,70                  | 4,80                  | 4,85                  | 4,90                  | 4,95                  | 5,00                  | 5,05                  | 5,10                  | Misura                |
| ------- | --------------------- | --- | ---------------- | --------------------- | --------------------- | --------------------- | --------------------- | --------------------- | --------------------- | --------------------- | --------------------- | --------------------- | --------------------- | --------------------- |
| Oro     | Fred Hansen           | 24  | Stati Uniti      | -                     | -                     | O                     | O                     | O                     | -                     | -                     | O                     | -                     | XXO                   | 5,10                  |
| Argento | Wolfgang Reinhardt    | 21  | Germania         | XO                    | XO                    | -                     | XO                    | -                     | XO                    | -                     | O                     | O                     | XXX                   | 5,05                  |
| Bronzo  | Klaus Lehnertz        | 26  | Germania         | O                     | O                     | O                     | O                     | O                     | O                     | XO                    | O                     | XXX                   |                       | 5,00                  |
| 4       | Manfred Preußger      | 32  | Germania         | -                     | XXO                   | -                     | O                     | -                     | O                     | -                     | O                     | XXX                   |                       | 5,00                  |
| 5       | Hennadiy Bleznitsov   | 23  | Unione Sovietica | O                     | O                     | O                     | -                     | O                     | -                     | O                     | X--                   | XX-                   |                       | 4,95                  |
| 6       | Rudolf Tomášek        | 27  | Cecoslovacchia   | -                     | O                     | O                     | XO                    | -                     | O                     | -                     | XX-                   | X-                    |                       | 4,90                  |
| 7       | Pentti Nikula         | 25  | Finlandia        | XO                    | XO                    | O                     | XXO                   | XO                    | O                     | XXX                   |                       |                       |                       | 4,90                  |
| 8       | Billy Gene Pemelton   | 23  | Stati Uniti      | -                     | -                     | O                     | O                     | XXX                   |                       |                       |                       |                       |                       | 4,80                  |
| 9       | Igor Feld             | 23  | Unione Sovietica | -                     | O                     | XXO                   | XO                    | -                     | XXX                   |                       |                       |                       |                       | 4,80                  |
| 10      | Gerry Moro            | 21  | Canada           | O                     | XO                    | O                     | XXX                   |                       |                       |                       |                       |                       |                       | 4,70                  |
| 11      | John Pennel           | 24  | Stati Uniti      | -                     | -                     | XO                    | -                     | XXX                   |                       |                       |                       |                       |                       | 4,70                  |
| 12      | Risto Ankio           | 27  | Finlandia        | -                     | O                     | XO                    | XXX                   |                       |                       |                       |                       |                       |                       | 4,70                  |
| 13      | Roman Lešek           | 27  | Jugoslavia       | O                     | XXO                   | XO                    | XXX                   |                       |                       |                       |                       |                       |                       | 4,70                  |
| 14      | Taisto Laitinen       | 31  | Finlandia        | O                     | O                     | XXX                   |                       |                       |                       |                       |                       |                       |                       | 4,60                  |
| 15      | Ignacio Sola          | 20  | Spagna           | O                     | XXX                   |                       |                       |                       |                       |                       |                       |                       |                       | 4,40                  |
| 15      | Hervé d'Encausse      | 21  | Francia          | O                     | XXX                   |                       |                       |                       |                       |                       |                       |                       |                       | 4,40                  |
| 15      | Sergey Dyomin         | 41  | Unione Sovietica | O                     | XXX                   |                       |                       |                       |                       |                       |                       |                       |                       | 4,40                  |
| 18      | Khristos Papanikolaou | 23  | Grecia           | XO                    | XXX                   |                       |                       |                       |                       |                       |                       |                       |                       | 4,40                  |
| -       | Yang Chuan-kwang      | 31  | Taiwan           | Non scende in pedana. | Non scende in pedana. | Non scende in pedana. | Non scende in pedana. | Non scende in pedana. | Non scende in pedana. | Non scende in pedana. | Non scende in pedana. | Non scende in pedana. | Non scende in pedana. | Non scende in pedana. |